# No Man's Land (Billy Joel)
No Man's Land è un singolo del cantante statunitense Billy Joel, pubblicato nel 1993 ed estratto dall'album River of Dreams.

## Tracce
- CD (UK)

1. No Man's Land (LP version) - 4:45
2. No Man's Land (Live) - 5:03